# Progressiv (Grammatik)
Als Progressiv bezeichnet man in der Sprachwissenschaft eine Bedeutungskategorie von Verbformen, die den übergeordneten Kategorien des imperfektiven (unvollendeten) Aspekts oder der durativen Aktionsart zugeordnet wird. Als Progressiv, oder eigentlich Progressiv-Form, kann zunächst die sogenannte Verlaufsform von Verben bezeichnet werden, also etwa im Englischen die Konstruktion „He was crossing the street“ (im Gegensatz zu „He crossed the street“) oder im Deutschen „Er war dabei, seinen Koffer zu packen“. Im engeren Sinn bezeichnet Progressiv allerdings eher die Bedeutung, die von dieser Verlaufsform ausgedrückt wird, und die ebenso, je nach Einzelsprache, auch als Bedeutung anderer Verbformen auftreten kann.
Kennzeichnend für die progressive Interpretation von Verben ist, dass ein Ereignis als nicht abgeschlossen präsentiert wird, selbst wenn die Wortbedeutung des Verbs einen solchen Abschluss als wesentliche Komponente enthält (telisches Verb). Eine typische Verwendung ist auch, dass ein Verb im Progressiv einen zeitlichen Rahmen liefert, in den ein zweites, eventuell punktuelles Ereignis fällt. Dieser Zusammenfall kann sich ereignen, bevor das erste, progressive Ereignis abgeschlossen ist, oder ohne dass es überhaupt abgeschlossen wird.

## Progressive Interpretation verschiedener Verbformen

### Continuousim Englischen
Im Englischen drückt die Verlaufsform (continuous), also eine Hilfsverbkonstruktion, ein Progressiv aus, etwa in dem Beispiel:
```
John was crossing the street
 when he was hit by a car.
„John war dabei, die Straße zu überqueren, als er von einem Auto erfasst wurde.“
```

Hier bezeichnet „was crossing the street“ einen unabgeschlossenen Vorgang, der auch unabgeschlossen bleibt – im Gegensatz zur Form „crossed the street“, die besagt, dass die Überquerung abgeschlossen wurde und John auf der anderen Straßenseite ankam.

### Imperfekt
Die Verbform des Imperfekts (ein unvollendeter/imperfektiver Aspekt im Tempus der Vergangenheit) kann in verschiedenen Sprachen ebenfalls progressive Interpretation haben. Ein Beispiel ist das Imperfecto des Spanischen:
```
    Ibamos         a la playa
  cuando      nos encontramos  con Miguel.
(wir-)gingen(IMPF) zum  Strand als   (wir) uns trafen(PRÄT) mit Miguel
„Wir waren auf dem Weg zum Strand, als wir (zufällig) Miguel trafen.“
```

Ein imperfektiver Aspekt, wie er unter anderem von der spanischen Verbform „ibamos“ ausgedrückt wird, unterscheidet sich von der Verlaufsform im ersten Abschnitt dadurch, dass die imperfektive Aspektform eine allgemeinere Kategorie mit breiterer Anwendung ist und daher auch durch andere Bedeutungstypen ausgelöst wird. Die Form des Imperfekts kann zum Beispiel auch durch habituelle Bedeutung bedingt auftreten (beliebig oft wiederholte gewohnheitsmäßige Handlungen) oder durch reine Zustandsverben wie „lieben, existieren“ etc. bedingt sein. Habituelle Interpretationen oder Zustandsverben zeigen im Englischen nie das continuous. Der Unterschied zwischen Progressiv und unvollendetem Aspekt zeigt sich auch darin, dass die Kategorie Imperfekt in der Konjugation des Verbs verankert ist. Der unvollendete Aspekt ist hierbei auch oft die unmarkierte Aspektform. All dies steht im Gegensatz zu den grammatisch oft relativ aufwendigen Konstruktionen bei einer Verlaufsform.

### Unveränderte Verbform im Deutschen
Im Deutschen können Verben ohne äußerliche Markierung eine progressive Interpretation haben, oder auch anders interpretiert werden (daher ist die deutsche Vergangenheitsform korrekterweise nicht als Imperfekt zu bezeichnen):
```
Als ich an die Haltestelle kam, fuhr der Bus (gerade) los.
```

Die progressive Interpretation von „losfahren“ besteht hier darin, dass der Bus Vorbereitungen trifft loszufahren und vielleicht bereits am Anrollen ist (aber noch nicht weg ist). Diese Interpretation müsste im Englischen mit der continuous-Form markiert werden, im Deutschen kann sie mit dem Adverb „gerade“ gestützt werden, dies ist aber nicht in allen Fällen erforderlich und die Verbform ist jedenfalls immer dieselbe. Eine nicht-progressive Interpretation desselben Satzes (ohne das Adverb „gerade“) wäre hingegen die Abfolge zweier abgeschlossener Ereignisse: Ich erreiche die Haltestelle, daraufhin erst beginnt der Bus anzufahren.

## Die modale Bedeutungskomponente des Progressivs
Es sind vor allem zwei Typen von Verbbedeutungen (d. h. Aktionsarten), die im Progressiv vorkommen. Zum einen telische Verben, die einen Endpunkt für ein Ereignis definieren, wie oben im Abschnitt zum Continuous schon kurz angesprochen. Der andere Typ sind Aktivitäten, die sich im Prinzip beliebig fortsetzen könnten, ein Beispiel hierfür ist:
```
John was watching television
 ...when Bill entered the room / ...when he fell asleep.
„John war beim Fernsehenschauen, ...als Bill hereinkam / .... als der Schlaf ihn übermannte“.
```

Obwohl dieses Beispiel von einem einfacheren Typ ist als der andere Typ „cross the street / die Straße überqueren“, tritt tatsächlich bei beiden dasselbe Problem auf, nämlich dass eine Fortsetzung (bzw. Vollendung) der Handlung möglich, aber nicht garantiert ist. Wenn an die Progressivform watching TV der Nebensatz angeschlossen wird „...als der Schlaf ihn übermannte“, setzt sich die Handlung gerade nicht fort. Das Progressiv macht also nicht einfach eine zeitliche Aussage, etwa dass das beschriebene Zeitintervall Teil eines größeren Zeitintervalls mit einer gleichartigen Handlung ist, sondern das Progressiv bezieht sich darauf, dass die Handlung sich fortsetzen könnte. Mit anderen Worten liegt eine modale Bedeutung vor (also eine Bedeutung, die Begriffe von Möglichkeit oder Notwendigkeit erfordert). Dieser Punkt wird bei den klassischen Beispielen mit telischen Verben wie weiter oben allerdings etwas deutlicher:
```
John was crossing the street
 when he was hit by a car.
```

In diesem Szenario trifft das Prädikat „cross the street“ für den Zeitpunkt der Aussage noch gar nicht zu (anders als in dem Beispiel „fernsehen“). Die modale Aussage, die hier entsteht lautet etwa: „John war in einer Tätigkeit begriffen, die sich zu einem Überqueren der Straße entwickelt hätte, wenn die Dinge ihren normalen Lauf genommen hätten“, oder auch: „...wenn die Dinge wie von John beabsichtigt verlaufen wären.“ Anders gesagt funktioniert die Progressivform also so, dass sie eine Verbbedeutung auf bestimmte „mögliche Welten“ bezieht, und zwar mögliche Welten, die bestimmte Arten von Fortsetzungen der tatsächlich vorliegenden Situation enthalten (auch als „Inertialwelten“ bezeichnet). Im Unterschied zu einer rein modalen Aussage besagt das Progressiv allerdings, dass ein Teil eines solchen möglichen Ereignisses in der Wirklichkeit schon vorliegt.